# Mittleres Vermögen

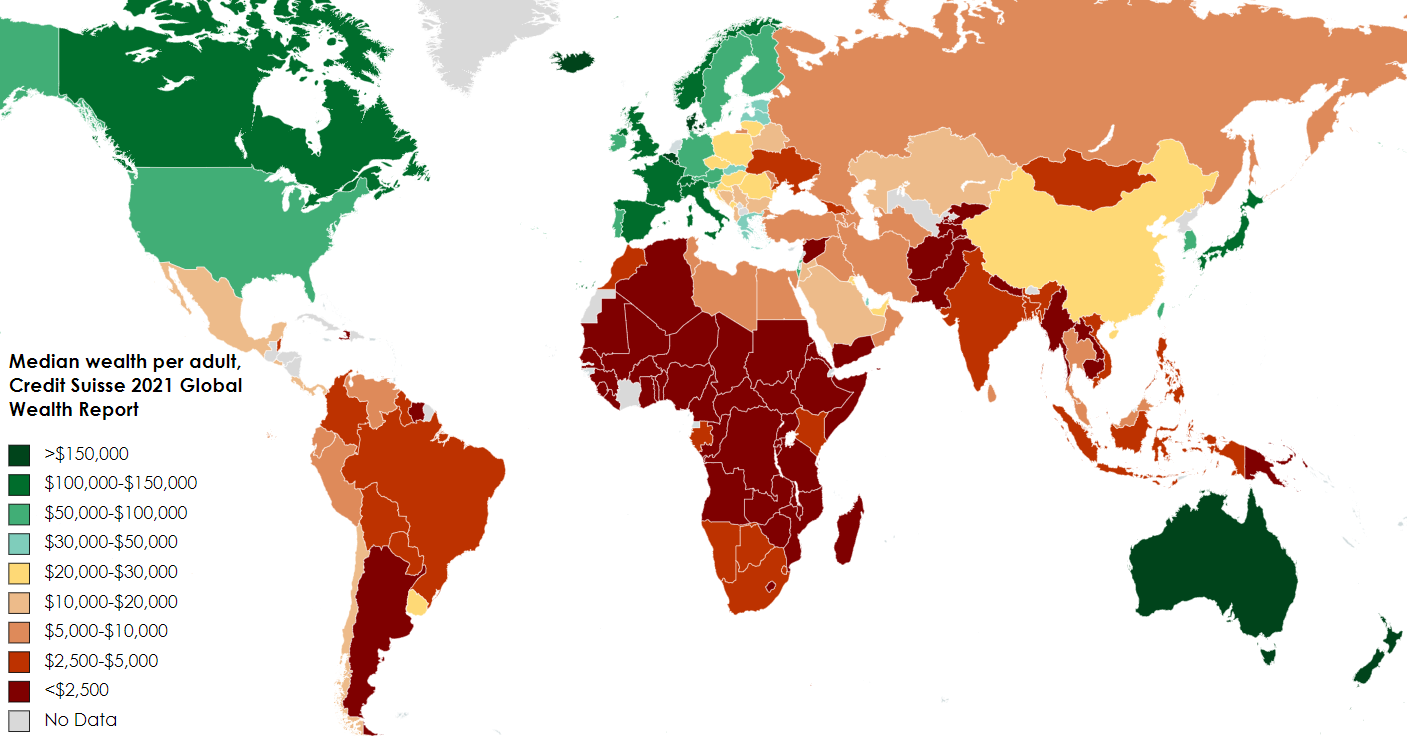
Medianvermögen pro Kopf weltweit, Credit Suisse 2021

Das Mittlere Vermögen oder Median-Vermögen in einer Gesellschaft oder Gruppe bezeichnet die Höhe des Vermögens, das bei der nach Höhe geordneten Gesamtmenge aller einzelnen Vermögen genau in der Mitte zwischen der reicheren und der ärmeren Hälfte liegt. (Im Gegensatz zum arithmetischen Mittel – dem Durchschnitt – haben wenige Ausreißer, die stark vom Mittelwert der Vermögensverteilung abweichen, praktisch keine Auswirkung auf den Median.)
Neben Personen werden in manchen Erhebungen bzw. Studien auch Haushalte einer Gesellschaft (oft eines Landes) oder einer Gruppe als Bezugsgruppe für die Erhebung von Vermögen und damit auch für die Feststellung des mittleren Vermögens genommen.
Meist wird unter mittlerem Vermögen das mittlere Nettovermögen verstanden, also vorhandene Vermögenswerte (Assets) abzüglich Schulden bzw. Verpflichtungen (Liabilities).

## Mittleres Vermögen (Median-Nettovermögen)

### Mittleres Vermögen (Median-Nettovermögen) im Jahr 2020 nach Berechnungen der Credit Suisse
Der Vergleich von mittlerem und durchschnittlichem Vermögen gilt als ein Maß für die Verteilungsgerechtigkeit in einer Gesellschaft. Je näher sich beide Werte sind, desto relativ größer ist die soziale Gerechtigkeit. Eine grobe Einschätzung bietet ein Blick auf das Verhältnis der beiden Werte zueinander, korrekter hingegen ist der sogenannte Gini-Koeffizient.
Die nachfolgende Tabelle zeigt das mittlere Vermögen (Median-Nettovermögen) und das durchschnittliche Nettovermögen europäischer Erwachsener im Jahr 2020 nach Schätzungen der Bank Credit Suisse.
| Land                    | Median-Nettovermögen in $ | Durchschnittliches Nettovermögen in $ | Verhältnis 1 |
| ----------------------- | ------------------------- | ------------------------------------- | ------------ |
| Luxemburg               | 259.889                   | 477.306                               | 1,8          |
| Island                  | 231.462                   | 337.787                               | 1,5          |
| Belgien                 | 230.550                   | 351.330                               | 1,5          |
| Dänemark                | 165.622                   | 376.069                               | 2,3          |
| Schweiz                 | 146.733                   | 673.962                               | 4,6          |
| Niederlande             | 136.110                   | 377.090                               | 2,8          |
| Frankreich              | 133.559                   | 299.355                               | 2,2          |
| Großbritannien          | 131.522                   | 290.274                               | 2,2          |
| Italien                 | 118.885                   | 239.244                               | 2,0          |
| Norwegen                | 117.789                   | 275.880                               | 2,3          |
| Spanien                 | 105.831                   | 227.112                               | 2,1          |
| Irland                  | 099.030                   | 266.150                               | 2,7          |
| Österreich              | 091.833                   | 290.384                               | 3,2          |
| Schweden                | 089.646                   | 336.166                               | 3,8          |
| Malta                   | 084.390                   | 148.934                               | 1,8          |
| Finnland                | 073.775                   | 167.711                               | 2,3          |
| Deutschland             | 065.374                   | 268.681                               | 4,1          |
| Slowenien               | 063.961                   | 120.173                               | 1,9          |
| Portugal                | 061.306                   | 142.573                               | 2,3          |
| Griechenland            | 057.595                   | 104.603                               | 1,8          |
| Slowakei                | 045.853                   | 068.059                               | 1,5          |
| Estland                 | 038.901                   | 077.817                               | 2,0          |
| Zypern                  | 035.300                   | 142.304                               | 4,0          |
| Kroatien                | 034.945                   | 069.140                               | 2,0          |
| Lettland                | 033.884                   | 070.454                               | 2,1          |
| Montenegro              | 030.739                   | 060.310                               | 2,0          |
| Lettland                | 029.679                   | 063.500                               | 2,1          |
| Ungarn                  | 024.126                   | 053.664                               | 2,2          |
| Tschechien              | 023.794                   | 078.559                               | 3,3          |
| Rumänien                | 023.675                   | 050.009                               | 2,1          |
| Polen                   | 023.550                   | 067.477                               | 2,9          |
| Bulgarien               | 017.403                   | 036.443                               | 2,1          |
| Albanien                | 015.363                   | 030.524                               | 2,0          |
| Bosnien und Herzegowina | 015.283                   | 030.597                               | 2,0          |
| Serbien                 | 014.954                   | 031.705                               | 2,1          |
| Belarus                 | 012.168                   | 023.278                               | 1,9          |
| Armenien                | 009.441                   | 022.358                               | 2,4          |
| Türkei                  | 008.001                   | 027.466                               | 3,4          |
| Moldawien               | 007.577                   | 015.491                               | 2,0          |
| Russland                | 005.431                   | 027.162                               | 5,0          |
| Ukraine                 | 002.529                   | 013.104                               | 5,2          |

Die Untersuchung zeigt, dass in Deutschland das mittlere Vermögen sehr stark vom durchschnittlichen Vermögen abweicht. Die Platzierung Deutschlands im europäischen Vergleich unterscheidet sich stark, abhängig davon, ob nach Median oder Durchschnitt sortiert wird. Das Medianvermögen ist etwa vier Mal geringer als das Durchschnittsvermögen. Zur Erklärung wird dabei auf die niedrige Wohneigentumsquote verwiesen, welche, wie auch in Österreich oder der Schweiz, zu einer ungleichen Vermögensverteilung führt.

### Mittleres Vermögen (Median-Nettovermögen) im Jahr 2020/2021 nach Berechnungen der Deutschen Bundesbank
Die nachfolgende Tabelle zeigt das mittlere Vermögen (Median-Nettovermögen) und das durchschnittliche Nettovermögen nach einer Berechnung der Deutschen Bundesbank für die Länder Portugal, Spanien und Italien im Jahr 2020 und für Deutschland im Jahr 2021.
| Land        | Median-Nettovermögen in Euro 2 | Median-Nettovermögen in Euro 2 | Durchschnittliches Nettovermögen in Euro 2 | Durchschnittliches Nettovermögen in Euro 2 | Verhältnis 3 | Verhältnis 3 |
| Land        | Jahr 2020                      | Jahr 2021                      | Jahr 2020                                  | Jahr 2021                                  | Jahr 2020    | Jahr 2021    |
| ----------- | ------------------------------ | ------------------------------ | ------------------------------------------ | ------------------------------------------ | ------------ | ------------ |
| Deutschland |                                | 106.600                        |                                            | 316.500                                    |              | 3,0          |
| Italien     | 150.800                        |                                | 341.000                                    |                                            | 2,3          |              |
| Spanien     | 122.000                        |                                | 269.900                                    |                                            | 2,2          |              |
| Portugal    | 101.200                        |                                | 200.400                                    |                                            | 2,0          |              |

Das Nettovermögen in Deutschland ist im europäischen Vergleich ungleich verteilt: Die Vermögensungleichheit gemessen im Verhältnis von Durchschnittlichem Nettovermögen zu Median-Nettovermögen ist in Spanien, Italien und Portugal niedriger als in Deutschland. Die Vermögensungleichheit gemessen mit dem Gini-Koeffizienten ist in Italien und Portugal niedriger als in Deutschland.
Hohe Vermögen sind in Deutschland stark mit Immobilien- und Unternehmensbesitz korreliert. Das Vermögen der vermögensärmeren Haushalte besteht primär aus Guthaben auf Sparkonten und anderen risikoarmen Anlageformen.